# Спортски центар Чаир
43° 18′ 55.90″ N 21° 54′ 30.72″ E / 43.3155278° С; 21.9085333° И
Спортски центар Чаир (СЦ Чаир) налази се у Нишу поред парка Чаир и чине га више различитих објеката намењених за смештај, рекреацију и спорт. 
При оснивању 1990. године, спортски центар, носио је име „Установа за физичку културу Спортски центар Чаир”.

## Историја
Почетком се сматра 1963. година када је почела изградња стадиона Чаир. 
Почетак изградње, доградње осталих спортских објеката везује се за 1966. годину оснивањем Управе за спорт која касније прераста у Дирекцију за изградњу спортских објеката а затим у Радну организацију за изградњу спортских објеката а од 1990. године то постаје спортски центар Чаир.

## Објекти
Спортски центар Чаир чине следећи објекти:
- Хала Чаир

- Базени Чаир

- Стадион ЧаирСтадион Чаир

- Стоно-тениски дом Чаир
- Куглана спортског центра Чаир
- Сала за борилачке спортове
- Преноћиште Чаир

- Хала Душан Радовић

- Хала Мирослав Антић
- Фитнес спортског центра Чаир
- Клизалиште Чаир или Ледена дворана [2]